# Sawwa Jakowlewitsch Jakowlew

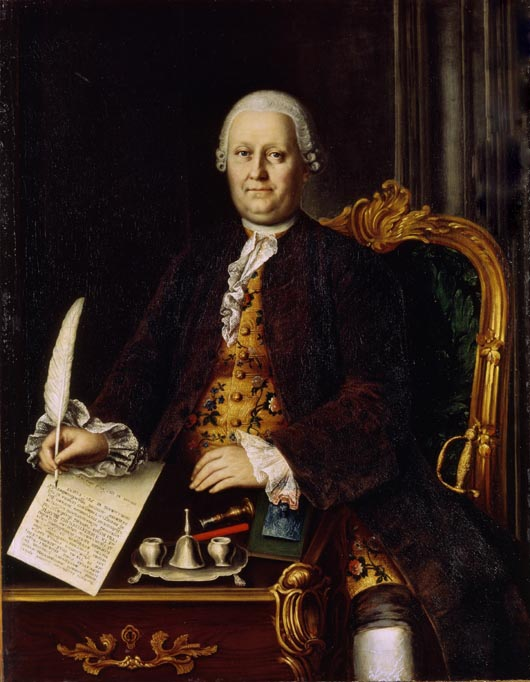
Sawwa Jakowlewitsch Jakowlew (M. L. Kolokolnikow, 1767, Russisches Museum, St. Petersburg)

Sawwa Jakowlewitsch Jakowlew, geboren Sawwa Jakowlewitsch Sobakin, (russisch Савва Яковлевич Яковлев, Geburtsname Собакин; * 9. Dezemberjul. / 20. Dezember 1712greg. in Ostaschkow; † 21. Februarjul. / 3. März 1784greg. in St. Petersburg) war ein russischer Unternehmer, Großindustrieller und Mäzen.

## Leben
Sawwa Jakowlewitsch, Sohn des Ostaschkower Bürgers Jakow Sobakin, ging wie viele seiner Altersgenossen auf der Suche nach seinem Glück 1733 in die  neue Hauptstadt St. Petersburg. Dort begann er als Straßenhändler mit dem Verkauf von Kalbfleisch. Er fiel der Kaiserin Elisabeth auf und wurde Kalbfleischlieferant für die kaiserliche Tafel. Die kaiserliche Gunst erlaubten ihm gewinnbringende Geschäfte. Er pachtete die Schankgebühren in russischen Städten und auch in Hüttenwerken im Ural und übernahm einen Teil der Zollverwaltung unter für ihn günstigen Bedingungen. Im Siebenjährigen Krieg organisierte er die Versorgung der russischen Armee. Als er bei Manipulationen ertappt wurde, drohte ihm das Kriegsgericht, vor dem er sich mit Geld rettete.
Sawwa Jakowlewitsch betätigte sich mit seinem angesammelten Kapital als Industrieller zunächst in der Leichtindustrie. Er kaufte und erweiterte eine Gerberei und übernahm Ausrüstungsaufträge für Holland und England. Er erwarb eine Segelmacherei in Jaroslawl. Als erfolgreicher Unternehmer brauchte er einen Titel. 1762 wurde Jakowlew für seine besonderen Verdienste von Peter III., den er mit Geld unterstützt hatte, in den erblichen Adel aufgenommen.
Nach der Thronbesteigung Katharinas II. ließ Sawwa Jakowlewitsch eine Kirche renovieren, deren schlechten Zustand Katharinas II. beklagt hatte. Darauf durfte er statt seines Geburtsnamens den adligen Namen Jakowlew annehmen. Er wurde Mitglied der Kaiserlichen Freien Ökonomischen Gesellschaft und verkehrte mit Michail Lomonossow, der ihn in das Hüttenwesen einwies. Jakowlew beschaffte sich Landkarten und Bücher und reiste zum Erwerb praktischer Kenntnisse nach Tula und Mitte der 1760er Jahre erstmals in den Ural. Er besichtigte Hüttenwerke und begann Kaufverhandlungen mit den Eigentümern. Von 1766 bis 1779 kaufte er 16 Eisen- und Kupferhütten, darunter auch die profitabelsten Hüttenwerke von Prokofi Akinfijewitsch Demidow, und errichtete sechs weitere, davon eine in Resch. Er wurde der bedeutendste Industrielle im Ural und der erfolgreichste und reichste Unternehmer in Russland.
Jakowlew besaß Landgüter um St. Petersburg herum. In St. Petersburg besaß er ein Grundstück auf der Wassiljewski-Insel neben der Börse, das er als Lagerplatz für Exportgüter benutzte. Auf seinem Grundstück zwischen der Fontanka und der Sadowaja Uliza neben der Sennaja Ploschtschad ließ er sich von Bartolomeo Francesco Rastrelli 1766 einen Palast bauen. Auf der Sennaja Ploschtschad war von Andrei Wassiljewitsch Kwassow mit Beteiligung Bartolomeo Francesco Rastrellis auf Jakowlews Kosten 1753–1765 die Barock-Erlöser-Kirche (Mariä-Himmelfahrt-Kirche) mit separatem Glockenturm erbaut worden. In den 1780er Jahren ließ er an der Sadowaja Uliza (Nr. 38) ein Eckhaus bauen, das das größte Wohnhaus St. Petersburgs wurde.
Jakowlew war verheiratet mit Marja Iwanowna und hatte fünf Söhne und zwei Töchter. Begraben wurde Jakowlew auf dem Lazarus-Friedhof des Alexander-Newski-Klosters, dem er reichlich gespendet hatte. Auf dem Grab befindet sich ein Marmorsarkophag mit einem Bronzerelief Jakowlews. 1859 ließen seine Enkel zu seinem Gedenken in der Einsiedelei des Heiligen Sergius in Strelna eine Torkirche zu Ehren des Sawwa Stratelates bauen.

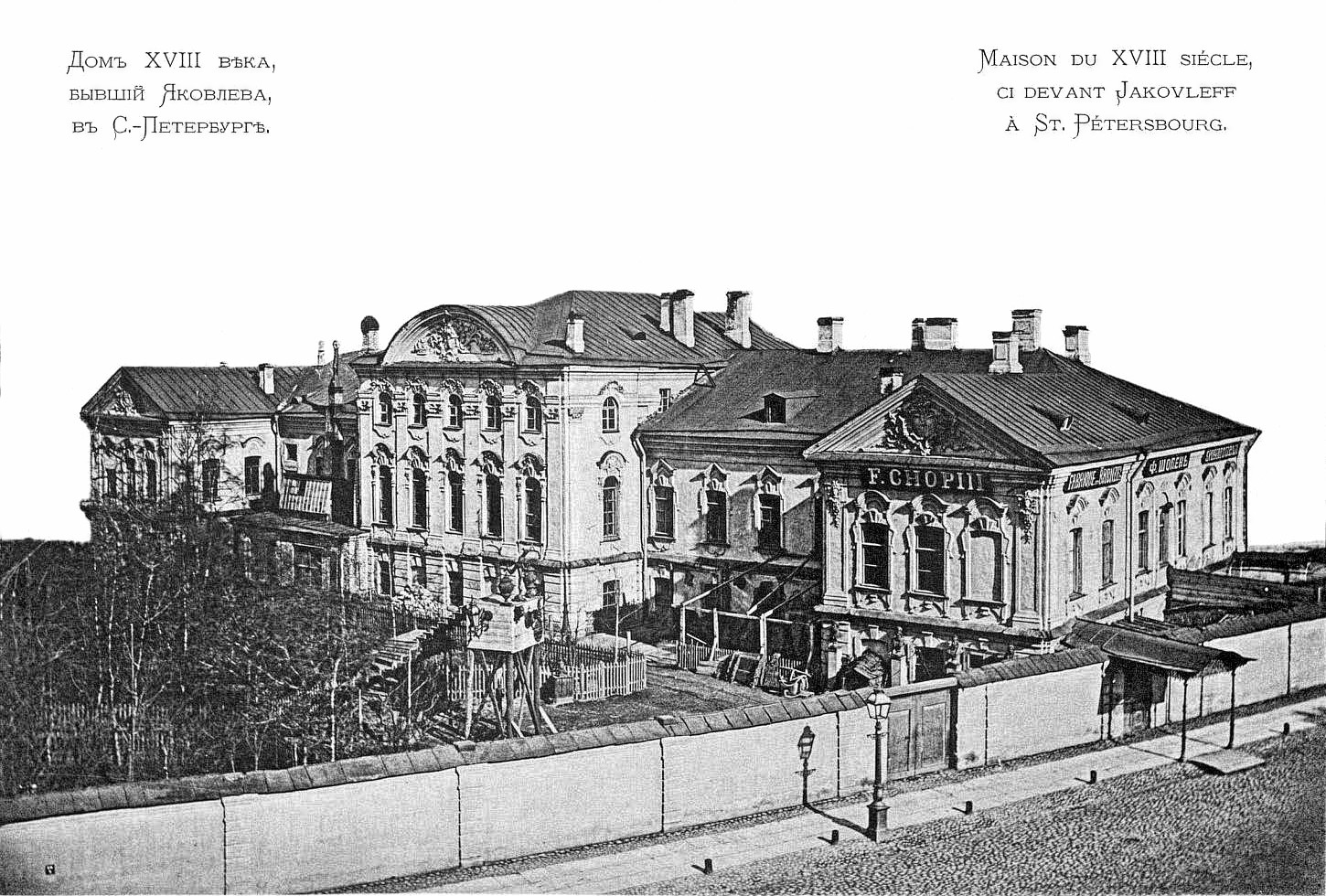
Jakowlew-Palast (1766–1901), St. Petersburg
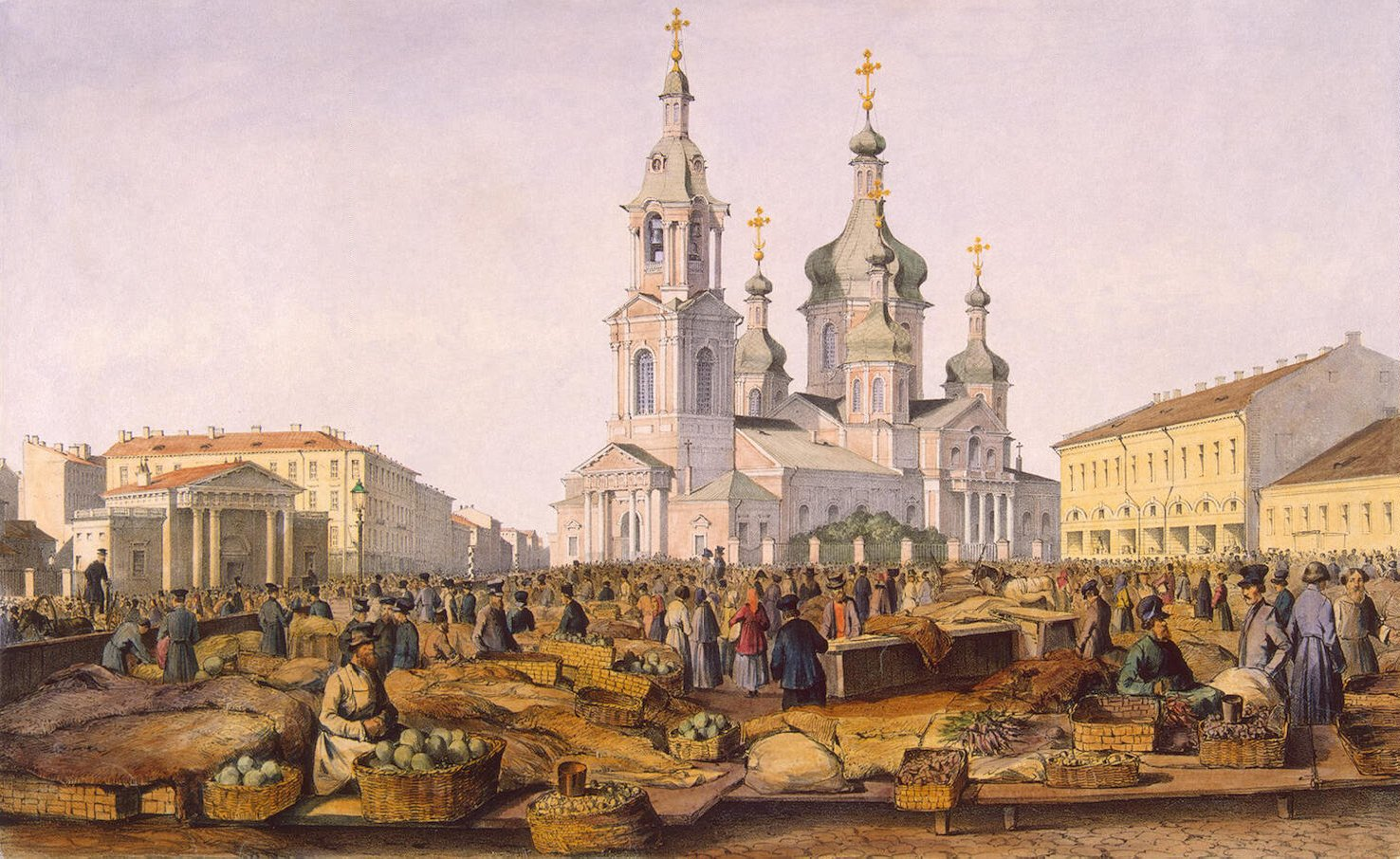
Erlöser-Kirche auf der Sennaja Ploschtschad, St. Petersburg (Ferdinand Perrot, 1841)
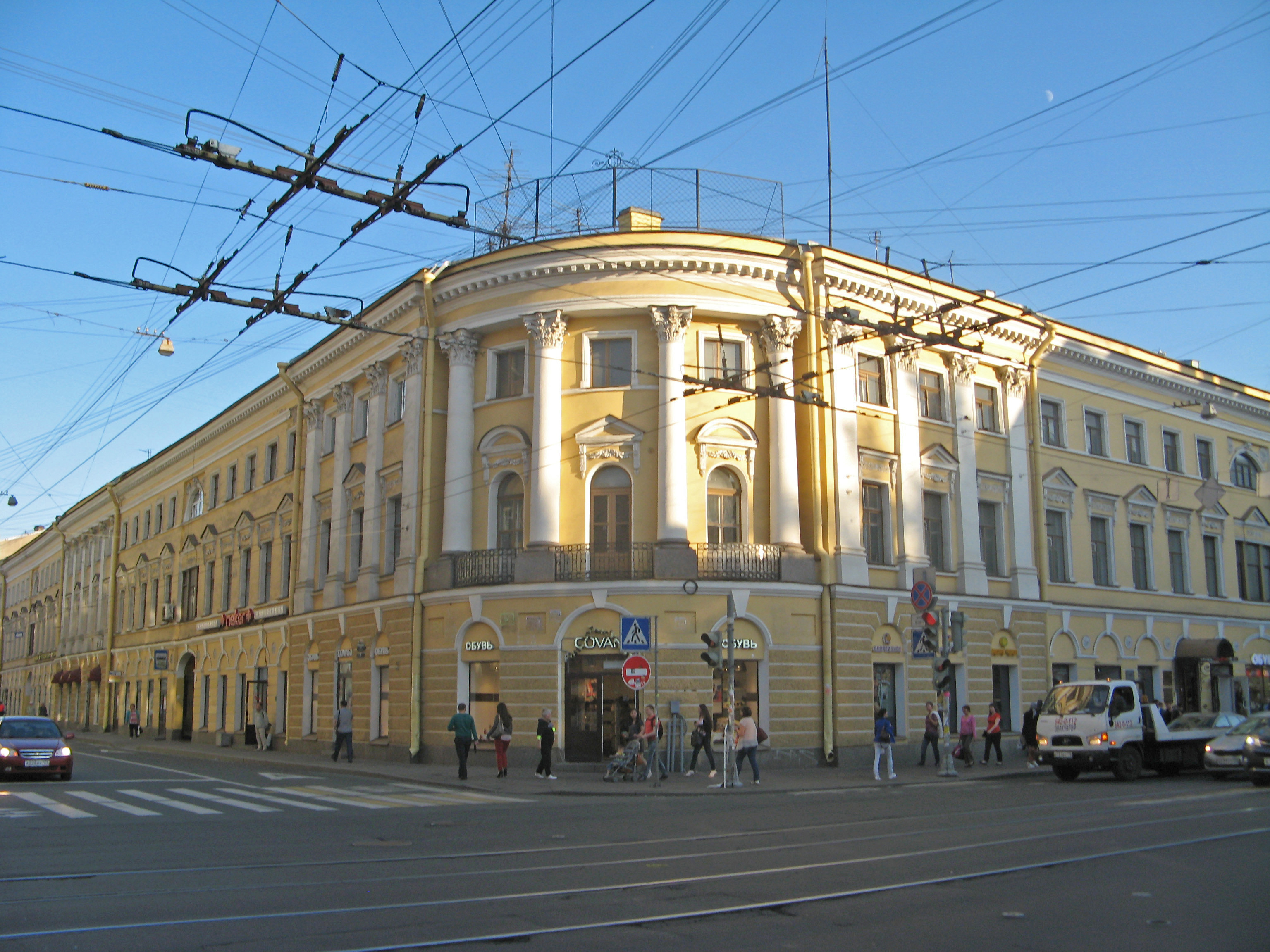
Jakowlew-Haus Sadowaja Uliza 38, St. Petersburg
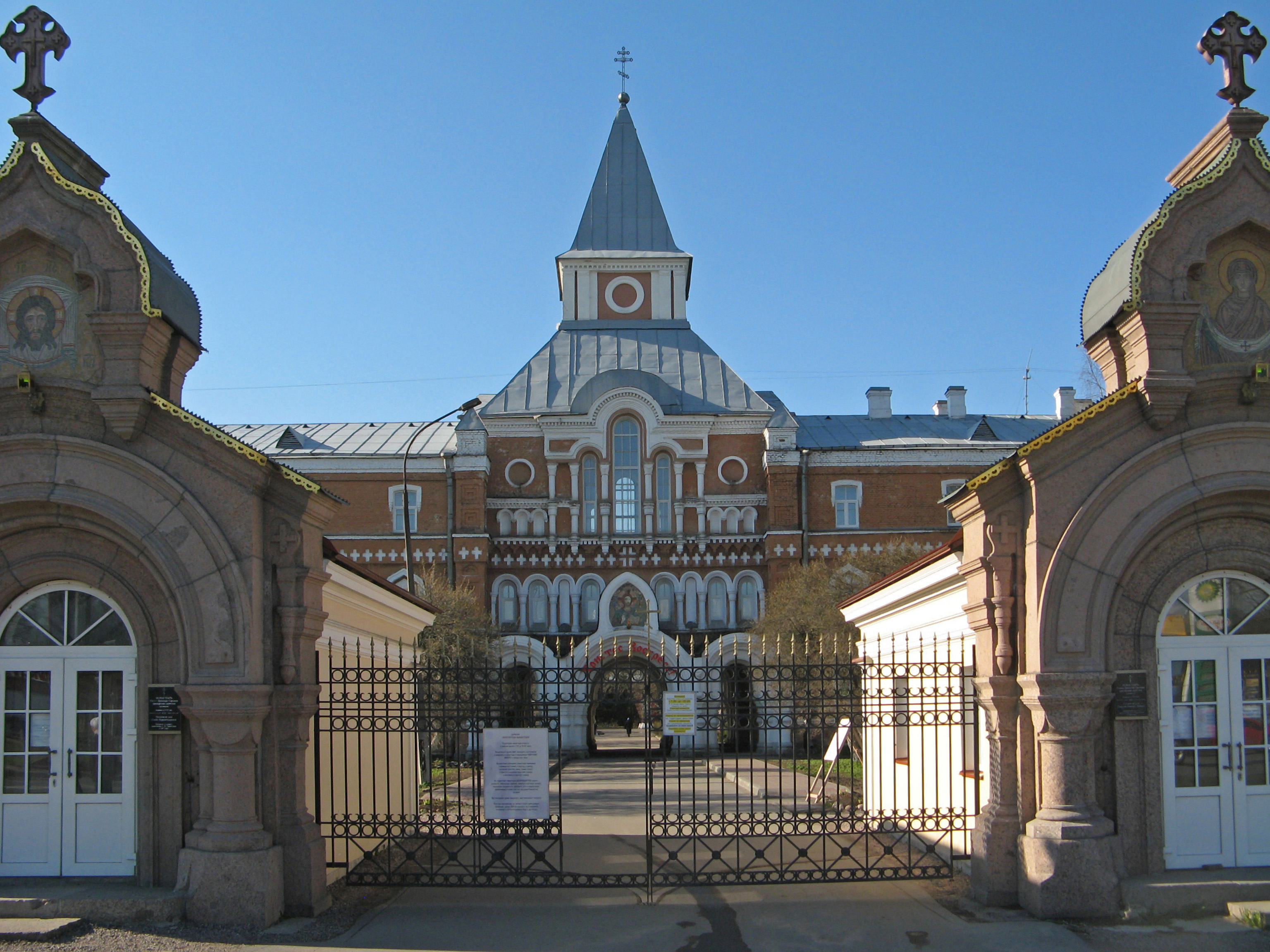
Sawwa-Stratelates-Torkirche der Sergius-Einsiedelei, Strelna